# Gynopygoplax atkinsoni
Gynopygoplax atkinsoni är en insektsart som beskrevs av Victor Lallemand 1927. Gynopygoplax atkinsoni ingår i släktet Gynopygoplax och familjen spottstritar. Inga underarter finns listade i Catalogue of Life.